# Corentin Gatignol
Corentin Gatignol (* 5. Dezember 2005 in Frankreich) ist ein französisch-portugiesischer Skirennläufer

## Karriere
Gatignol gab sein internationales Renndebüt am 22. November 2021 in Tignes bei einem FIS-Slalom. Bis zur Saison 2023/24 startete er für den französischen Skiverband, hauptsächlich bei Citizenrennen in Frankreich. Zu Beginn der Saison 2024/25 wechselte Gatignol, dessen Mutter Portugiesin ist, zum portugiesischen Skiverband. Sein erstes Rennen für seinen neuen Verband bestritt er am 23. November 2024 in Zinal.
Im weiteren Verlauf des Winters bestritt er sein erstes internationales Großereignis, die Winter World University Games in Turin. Bei den in Bardonecchia ausgetragenen Alpinen Skirennen belegte er im Riesenslalom den 62. Platz.
Nur etwas mehr als einen Monat später nahm er an seinen ersten Alpinen Skiweltmeisterschaften teil. Bei den Wettkämpfen in Saalbach belegte er Rang 64 im Slalom. Im Riesenslalom war es zwei Tage zuvor zu einer gefährlichen Situation gekommen. Gatignol stürzte kurz vor dem Ziel und blieb neben einem Tor liegen. Der nach ihm gestartete Georgier Luka Butschukuri war jedoch nicht abgewunken worden und fuhr nur knapp an dem noch auf der Strecke liegenden Gatignol vorbei.

## Erfolge

### Weltmeisterschaften
- Saalbach 2025: 64. Slalom, DNF Riesenslalom.

### Juniorenweltmeisterschaften
- Tarvis 2025: 60. Riesenslalom, DNF Slalom, DNF Team Kombination

### Winter World University Games
- Bardonecchia 2025: 62. Riesenslalom, DNF Slalom